# Eoalulavis
Eoalulavis (van het oude Grieks: Éōs, "dageraad"; alula, 'bastaardvleugel'; avis, 'vogel') is een monotypisch geslacht van uitgestorven enantiornithische vogels dat leefde tijdens het Barremien, in het Vroeg-Krijt, ongeveer 125 miljoen jaar geleden. De enige bekende soort is Eoalulavis hoyasi.

## Ontdekking
Een vogelfossiel werd begin jaren 1990 ontdekt uit het Konservat-Lagerstätte van Las Hoyas, Cuenca, Spanje.
In 1996 benoemden en beschreven José Sanz e.a. de typesoort Eoalulavis hoyasi. De geslachtsnaam is een samentrekking van het Grieks èoos, 'dageraad', en het Latijn alula en avis, 'vogel'. Eoalulavis was indertijd de oudste vogel met bewijs voor het bezit van een alula. De soortaanduiding verwijst naar de herkomst uit de lagen van Las Hoyas.
Het holotype LH13500, gehuisvest in de collectie van Museo de las Ciencias de Castilla-La Mancha, bestaat uit een skelet platgedrukt op zowel plaat als tegenplaat en behoudt voornamelijk het thoracale gebied, een deel van de nek en beide bijna volledige voorpoten van een volwassen exemplaar. Het bewaart ook overblijfselen van de romp, primaire, secundaire veren en een bastaardvleugel die zijn bedekt met lagen limoniet als gevolg van het fossilisatieproces. De conservering is consistent met de tafonomische processen die gepaard gaan met obstructie, stagnatie en de werking van microbiële matten op het kadaver die bij andere vondsten een breed scala aan voorbeelden van bewaring van zacht weefsel hebben opgeleverd (bijvoorbeeld bindweefsels bij vissen en theropoden of insectenvleugels). De meeste osteologische kenmerken van het holotype werden pas duidelijk na een zuurbad en overdracht naar een harsafgietsel.

## Beschrijving

### Maat
Volgens de eerste beschrijving was Eoalulavis hoyasi ongeveer zo groot als een puttertje (Carduelis carduelis), met de benige elementen van zijn vleugels ongeveer zeventien centimeter lang. Latere studies schatten dat het een gewicht had van ongeveer vijfenveertig gram, een lengte van vijftien centimeter en een totale spanwijdte (inclusief veren) van ongeveer zesentwintig centimeter, waardoor het vergelijkbare verhoudingen had met die van een gewone ijsvogel (Alcedo atthis).

### Kenmerken
Een van de meest ongewone kenmerken van dit geslacht ligt in de vorm van het benige borstbeen. Terwijl de meeste vroege vogels brede borstbeenderen hadden, had Eoalulavis een zeer dunne, met een uitgezette voorkant die taps toeloopt naar een punt en een achterste punt met naar buiten wijzende verlengingen. Deze vorm is door sommigen beschreven als speer- of visvormig.
De morfologie van de voorpoot bij Eoalulavis is opmerkelijk basaal vergeleken met die van andere geslachten van enantiornithische vogels. De alula en tweede vinger dragen beide een uiterste kootje in de vorm van een grote klauw en de derde vinger (vierde vinger in de traditionele telling) bestaat uit twee kootjes. Ook de alulare vinger strekt zich uit tot het distale uiteinde van het grote middenhandsbeentje, wat wordt beschouwd als een basale eigenschap binnen de clade Enantiornithes.
Op het moment van zijn ontdekking was het de vroegste vogel waarvan bekend was dat hij een alula bezat, een partij veren op de alulare (eerste) vinger die bij moderne vogels, als een neusschoep, afzonderlijk kan worden verplaatst om de liftkracht bij lage vliegsnelheden te verbeteren. Later werden meer enantiornithische exemplaren ontdekt met alula en dit feit heeft bijgevolg de hypothese versterkt dat deze dieren een zeer complexe en actieve vlucht konden ontwikkelen. De wijdverbreide aanwezigheid van deze eigenschap in zowel Enantiornithes als Ornithuromorpha, de clade die moderne vogels omvat samen met hun fossiele tegenhangers, suggereert dat de ontwikkeling van de alula, en de daarmee samenhangende vluchtmogelijkheden, vroeg in de vogelevolutie plaatsvinden, vermoedelijk in de basis van Ornithothoraces en misschien zelfs in de basis van de Maniraptora want Microraptor, formeel niet eens een vogel, had ook al een alula.

## Paleobiologie en paleo-ecologie

### Vlucht
De aanwezigheid van alula en een complete set aerodynamische asymmetrische veren die een moderne vleugel vormen, wijzen op een goed ontwikkelde vluchtcapaciteit, zoals in veel andere enantiornithische taxa. Het elliptische profiel van de vleugels in dwarsdoorsnede wijst op een goede manoeuvreerbaarheid.
De morfologie van de achterpoten blijft onzeker, aangezien er tot op heden geen materiaal van dit soort is gevonden dat naan het geslacht kan worden toegewezen. Een studie uit 2018 analyseerde de verhoudingen van Eoalulavis en Concornis om het optimale vluchtpatroon voor die geslachten te bepalen. Uit de studie bleek dat ze zich waarschijnlijk bezighielden met golvende vluchten, een vorm van vliegen die populair is bij moderne kleine en kortvleugelige vogels. Een vogel die een golvende vlucht aangaat, wisselt af tussen een opwaartse slagvluchten korte duikvluchten met gevouwen vleugels. Uit de studie bleek ook dat ze in staat waren om continu te klappen, maar waarschijnlijk niet in staat waren om te glijden vanwege een hoge verhouding tussen lichaamsmassa en spanwijdte. De studie concludeerde dat Eolalulavis, Concornis en waarschijnlijk vele andere Enantiornithes afwisselden tussen de snelle golvende vlucht en de langzamere maar efficiëntere continue klappende vlucht, afhankelijk van de omstandigheden, vergelijkbaar met moderne zangvogels en spechten.

### Eetpatroon
Het holotype bewaart opeenhopingen van het chitinepantser van schaaldieren in het gebied van de buik, geïnterpreteerd als zijn laatste maaltijd. Het leverde het eerste directe bewijs van voedingsgedrag bij Enantiornithes en bij vogels uit het Mesozoïcum in het algemeen, hoewel sindsdien meer voorbeelden van onverteerd voedsel in verband met enantiornithine exemplaren zijn ontdekt die een grote verscheidenheid aan voedingsgewoonten melden. Dit feit is geïnterpreteerd als bewijs van een ecologische niche bij Eoalulavis vergelijkbaar met die van bestaande steltlopers: voornamelijk aan de kust leven op zoek naar kleine ongewervelde dieren op de wijze van moderne steenlopers.

### Omgeving
De vindplaats Las Hoyas was in het Barremien een seizoensgebonden subtropisch wetland dat ecologisch gedomineerd werd door volledig aquatische organismen (bijvoorbeeld Holostei-vissen). De avifauna van de vindplaats omvat tot nu toe nog twee enantiornithische taxa: Iberomesornis romerali ter grootte van een mus en Concornis lacustris ter grootte van een spreeuw. Eoalulavis hoyasi wordt van de drie beschouwd als het meest verbonden met een semi-aquatische omgeving.

## Classificatie
De fylogenetische verwantschappen binnen Enantiornithes zijn tot nu toe grotendeels onopgelost, terwijl er de afgelopen decennia verschillende fylogenetische analyses zijn uitgevoerd. Sommige groepen Enantiornithes lijken echter vrij sterke statistische ondersteuning te hebben. In de laatste cladistische analyse vormt Eoalulavis met het Chinese geslacht Liaoningornis een monofyletische groep afgeleide Enantiornithes. Niettemin heeft deze concrete groepering geen hoge statistische ondersteuning en de precieze enantiornithische status van Liaoningornis blijft momenteel controversieel.
Eoalulavis hoyasi toont talrijke synapomorfieën die de opname van het taxon binnen Enantiornithes en de minder inclusieve clade Euenantiornithes rechtvaardigt. Deze kenmerken omvatten een groef in het interossale oppervlak (dus aan de zijde van de ellepijp) van het spaakbeen of een opvallend foramen in het dorsale oppervlak van balkvormige coracoïden.